# Gaspard Laurent Bayle
Gaspard Laurent Bayle (Le Vernet, 18 agosto 1774 – Parigi, 1816) è stato un medico francese.
Ha studiato medicina con Jean-Nicolas Corvisart (1755-1821) ed è stato un collega di René Laennec (1781-1826). A partire dal 1805 ha praticato medicina al Charité di Parigi. Era zio del medico Antoine Laurent Bayle (1799-1859).
Bayle è ricordato per il suo ampio lavoro in anatomia patologica e per i suoi contributi nella ricerca del cancro e della tubercolosi. Come risultato di 900 esami post mortem, ha definito sei diversi tipi di tubercolosi che egli chiamò "tisi ulcerosa", "tisi calcolosa", "tisi cancerose", "tisi tubercolare", "tisi ghiandolare" e "tisi con melanosi". Il suo lavoro più noto (datato 1810) è stato il Recherches sur la phthisie pulmonaire (Ricerca della tubercolosi polmonare). Ha anche scritto un trattato sulle malattie tumorali che fu pubblicato postumo nel 1833 dal nipote, Antoine Bayle.